# فرنسيس مورتون
فرنسيس مورتون (بالإنجليزية: Francis Morton) (11 مارس 1992 بغانا - ) هو لاعب كرة قدم غاني في مركز الظهير. شارك مع منتخب غانا لكرة القدم. أما مع النوادي، فقد لعب مع Cape Coast Ebusua Dwarfs ‏ وليبرتي بروفشنالز ‏.

## وصلات خارجية
- فرنسيس مورتون على موقع قاعدة بيانات كرة القدم.إي يو (الإنجليزية)